# やま猫作戦
『やま猫作戦』（やまねこさくせん）は1962年10月20日に公開された日本映画。製作は東宝撮影所。配給は東宝。カラー、東宝スコープ。

## 概要
『独立愚連隊』から始まった『愚連隊』シリーズ第4作にして、初のカラー作品。そして監督も、それまでの岡本喜八から谷口千吉に代わった。
アメリカ、西ドイツ、スペイン、イタリアでも公開されており、ポスターには佐藤允は"Mac Sato"、谷口千吉監督は"Sen Tani"と表記されている。
平良少尉役の伊吹徹は、1962年のオール東宝ニュータレント第2期で起用され、デビュー作となる本作品で主役の1人に抜擢された。伊吹は印象に残っているシーンとして、縛られたまま水をもらう場面を挙げており、夏場の撮影であったため水を美味しく感じたという。

## キャスト
- 一色中尉：佐藤允
- 若葉少尉：夏木陽介
- 平良少尉：伊吹徹
- 李洪白：田崎潤
- 大田原少佐：中丸忠雄
- 杉中尉：山本廉
- 天堂中佐：平田昭彦
- 高石一等兵：中谷一郎
- 黒田一等兵：大木正司
- 浅野伍長：田島義文
- 野村伍長：宇野晃司
- 張副指令：堺左千夫
- A中隊長：三井紳平
- B中隊長：古田俊彦
- いさみ亭親父：沢村いき雄
- 意気のいい奴：砂塚秀夫
- ねじり鉢巻：中山豊
- 中国少女：星由里子
- 芸者染丸：水野久美
- 芸者ちどり：清水由記
- 竜将軍の急使：草川直也
- ゲリラ：天本英世
- 崔：長谷川弘
- 黄：林沖

## スタッフ
- 監督：谷口千吉
- プロデューサー：田中友幸[要出典]
- 製作：清水雅[要出典]
- 企画：森岩雄[要出典]
- 脚本：関沢新一
- 音楽：佐藤勝
- 撮影：小泉福造
- 美術：育野重一
- 録音：小沼渡
- 照明：山口偉治
- 整音：下永尚
- スチール：荒木五一
- 合成：三瓶一信

## 同時上映
『若い季節』
- 原作：小野田勇／脚本：小野田勇、田波靖男／監督：古澤憲吾／主演：淡路恵子